# Романов, Дмитрий Александрович
Дми́трий Алекса́ндрович (2 [15] августа 1901, Гатчина — 7 июля 1980, Лондон) — князь императорской крови, четвёртый сын великого князя Александра Михайловича и великой княгини Ксении Александровны. Внук императора Александра III по материнской линии и правнук императора Николая I по прямой мужской линии.
Первый президент «Объединения Членов Рода Романовых».

## Жизнь до эмиграции
Князь императорской крови Дмитрий Александрович родился в Гатчинском дворце. Он был четвёртым сыном и пятым ребёнком в семье великого князя Александра Михайловича и великой княгини Ксении Александровны. В детстве подолгу путешествовал вместе с родителями.

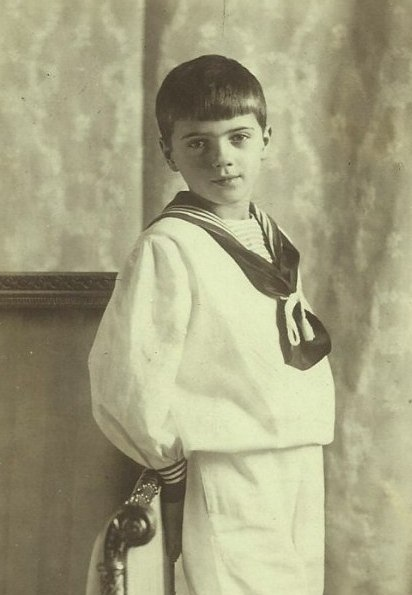
Дмитрий Александрович в детстве

После революции находился под домашним арестом вместе с родителями и другими Романовыми в имении Дюльбер в Крыму. 11 апреля 1919 года он покинул Россию в ходе Крымской эвакуации 1919 года на английском линкоре «Мальборо» вместе с другими Романовыми и затем прибыл на Мальту, где провёл 9 месяцев до переезда в Англию.

## В эмиграции
В эмиграции жил в Великобритании и Франции. В 1920-х годах работал биржевым маклером на Манхэттене. В 1930-х годах непродолжительное время был управляющим магазина Коко Шанель в Биаррице, где познакомился со своей будущей первой женой графиней Мариной Сергеевной Голенищевой-Кутузовой (1912—1969), которая работала моделью в доме моды Шанель. Тогда же был членом Младоросской партии и поддерживал князя Владимира Кирилловича.
Во время Второй мировой войны служил капитан-лейтенантом (лейтенант-коммандер) добровольческого резерва ВМС Великобритании, участвовал в Дюнкеркской операции.
После войны стал секретарём клуба путешественников в Париже. В 1950-х годах являлся представителем по продажам в Европе фирмы, производившей виски, а также занимался виноделием. После создания «Объединения членов рода Романовых» в 1979 году Дмитрий Александрович был избран 9 июня 1979 года его первым президентом и занимал эту должность вплоть до своей смерти. После заключения второго брака с Шейлой Чисхольм супруги тихо жили в местечке Белгравия, в одном из районов Лондона.

## Браки
Дмитрий Александрович был женат дважды. 25 ноября 1931 года в Париже он женился на графине Марине Сергеевне Голенищевой-Кутузовой (1912—1969), дочери графа Сергея Александровича Голенищева-Кутузова (1885—1950) и Марии Александровны, урождённой графини Чернышёвой-Безобразовой (1890—1960). В 1931 году Кирилл Владимирович пожаловал ей титул княгини Романовской-Кутузовой, а 28 июля 1935 года ей и потомству — титул светлейших князей Романовских-Кутузовых с передачей титула светлости старшему в роде. Брак был расторгнут в 1947 году, а в 1949 году княгиня Марина Сергеевна вышла замуж за Отто де Нефвилля (1898—1971), потомка известной немецкой аристократической фамилии.
29 октября 1954 года в Лондоне князь Дмитрий Александрович вступил во второй брак со вдовой баронета сэра Джона-Чарльза Милбенка урождённой Маргарет Шейлой Чизхольм (Chisholm; 1898—1969). Детей от второго брака не имел.

## Потомство
Единственным ребёнком от первого брака была дочь княжна Надежда Дмитриевна (1933—2002), вышедшая в 1952 году замуж за доктора медицины Энтони-Брайна Аллена (род. 1931), сына Самуэла Леонардо Аллена и Джейн Флетчер. От этого брака родилось трое дочерей:
- Пенелопа-Джудис Аллен (род. 27.2.1953) — вышла замуж в 1981 году за князя Эммануила Эммануиловича Голицына (род. 1951), в браке родилось двое детей:
  - Княжна Виктория Эммануиловна Голицына (род. 23.4.1985) — в 2011 году вышла замуж за Роберта Харольда Хансона (род. 1978)
  - Князь Михаил-Георгий Эммануилович Голицын (род. 2.2.1993)
- Марина Аллен (род.10.7.1955) — в 1974 году вышла замуж за Фрэнклина Даниэла Хатсона (род. 1952), в браке родился один сын:
  - Руан Хатсон (род. 31.7.1981) — в 2010 году женился на Хелле Вукенер, имеют двоих детей:
    - Картер Хатсон (род. 19.3.2008) — родился до брака.
    - Хлоя Хатсон (род. 2010)
- Александра Аллен (род. 10.12.1958)

В 1976 году Надежда Дмитриевна и Энтони Аллен развелись. В мае 1977 году вторично вышла замуж за Вильяма Томаса Хелла Кларка (1924—1995). От второго брака детей не имела.
По данным кирилловских источников, она титуловалась княжной Романовской-Кутузовой, по другим — была известна как Nadejda Romanoff или княжна Надежда Романова (Princess Nadeshda Romanov).

## Смерть
Князь Дмитрий Александрович умер 7 июля 1980 года в Лондоне от рака. Похоронен на кладбище Gunnersbury Cemetery в Кенсингтоне.

## Источник
- Пчелов Е. В. Генеалогия Романовых. 1613—2001. — М.: Экслибрис-Пресс, 2001. — С. 102, 103, 111. — 112 с. — ISBN 5-88161-102-0.